# Drôme Classic 2014
La Drôme Classic 2014, seconda edizione della corsa (la prima non si svolse a causa di condizioni meteo proibitive) e valida come prova del circuito UCI Europe Tour 2014 categoria 1.1, fu disputata il 2 marzo 2014 su un percorso totale di 189,4 km. Fu vinta dal francese Romain Bardet al traguardo con il tempo di 4h39'00", alla media di 40,73 km/h.
Partenza con 151 ciclisti, dei quali 85 portarono a termine la gara.

## Squadre e corridori partecipanti
| N.    | Cod. | Squadra                    |
| ----- | ---- | -------------------------- |
| 1-8   | BIG  | BigMat-Auber 93            |
| 11-18 | FDJ  | FDJ.fr                     |
| 21-28 | ALM  | AG2R La Mondiale           |
| 31-38 | EUC  | Team Europcar              |
| 41-48 | GIA  | Team Giant-Shimano         |
| 51-58 | BMC  | BMC Racing Team            |
| 61-68 | OPQ  | Omega Pharma-Quickstep     |
| 71-78 | TFR  | Trek Factory Racing        |
| 81-88 | BEL  | Belkin Pro Cycling Team    |
| 91-98 | COF  | Cofidis, Solutions Credits |

| N.      | Cod. | Squadra                         |
| ------- | ---- | ------------------------------- |
| 101-108 | BSE  | Bretagne-Séché Environnement    |
| 111-118 | AND  | Androni Giocattoli-Venezuela    |
| 121-128 | WGG  | Wanty-Groupe Gobert             |
| 131-138 | CJR  | Caja Rural-Seguros RGA          |
| 141-148 | UHC  | UnitedHealthcare Pro Cycling T. |
| 151-158 | TSV  | Topsport Vlaanderen-Baloise     |
| 161-168 | LPM  | La Pomme Marseille 13           |
| 171-178 | RDT  | Rabobank Development Team       |
| 181-188 | WBC  | Wallonie-Bruxelles              |
| 191-198 | WIL  | Vérandas Willems                |

## Ordine d'arrivo (Top 10)
| Pos. | Corridore          | Squadra  | Tempo    |
| ---- | ------------------ | -------- | -------- |
| 1    | Romain Bardet      | AG2R     | 4h39'00" |
| 2    | Sébastien Delfosse | Wallonie | a 9"     |
| 3    | Gianni Meersman    | Omega    | s.t.     |
| 4    | Michel Kreder      | Wanty    | s.t.     |
| 5    | Armindo Fonseca    | Bretagne | s.t.     |
| 6    | Mickaël Chérel     | AG2R     | s.t.     |
| 7    | Jan Bakelants      | Omega    | s.t.     |
| 8    | Warren Barguil     | Giant    | s.t.     |
| 9    | Philippe Gilbert   | BMC      | s.t.     |
| 10   | Pierrick Fédrigo   | FDJ      | s.t.     |